# تانیا مورالس
تانیا مورالس (انگلیسی: Tania Morales؛ زادهٔ ۲۲ دسامبر ۱۹۸۶) بازیکن فوتبال اهل مکزیک است.
از باشگاه‌هایی که در آن بازی کرده‌است می‌توان به باشگاه فوتبال گوادالاخارا اشاره کرد.
وی همچنین در تیم‌های ملی فوتبال Mexico women's national under-20 football team و زنان مکزیک بازی کرده‌است.